# Districte de Garhwal
El districte de Garhwal fou una divisió administrativa de l'Índia Britànica, dins les Províncies del Nord-oest, i després les Províncies Unides d'Agra i Oudh, a la divisió de Kumaun. La capital era Pauri i la ciutat principal Srinagar. La superfície era de 14.579 km² i la població:
- 1872: 310.288
- 1881: 345.629
- 1891: 407.818
- 1901: 429.900

Administrativament formava un únic tahsil amb capital a Pauri, que era també la capital del districte. Aquest tenia tres ciutats (cap municipalitat) i 3.600 pobles.

## Història
La seva història antiga és desconeguda; part del país almenys fou inclòs dins el regne de Brahmapura esmentat per un viatger xinès del segle VII. La primera dinastia de la que hi ha constància fou la dels katyuris originaris de Joshimath al nord del districte i que es van estendre cap al sud-est en direcció a Almora. Després fou dividit en una sèrie de petits principats, suposadament 52, cadascun amb la seva fortalesa (garh).
La tradició diu que un raja de nom Ajaya Pala (un dels diversos rajes del Garhwal, considerat el 37è raja de la seva nissaga amb seu a Chandpur, va sotmetre els altres petits principats entre la mitat i el final del segle XIV i es va establir a Dewalgarh, però un successor de nom Mahipat Shah, que vivia al començament del segle XVII va fundar Srinagar, i va ser probablement el primer que va gaudir de plena independènciaja que abans es pagava tribut als mogols. Els rages de Garhwal van entrar en conflicte amb els seus veïns els chands d'Almora, a partir del 1581, quan Rudra Chand va intentar sense èxit envair Garhwal; posterior intents foren també rebutjats. El 1654 Shah Jahan, emperador mogol, va enviar una expedició per sotmetre al raja Pirthi Shah, i l'afer va acabar amb la separació de Dehra Dun de Garhwal. El mateix Pirthi Shah fou el que va robar al príncep Sulaiman Shikoh, fill de Dara Shikoh, que s'havia refugiat a la zona, al que va entregar a Aurangzeb. Fateh Shah va lluitar contra el guru Govind Singh a la batalla de Bhangani el 18 de setembre de 1688.
Al final del segle XVII els chands d'Almora van intentar altra vegada conquerir Garhwal i Jagat Chand (1708-1720) va expulsar al raja de la seva residència a Srinagar que fou cedida formalment a un braman. Pradip Shah (1717-1772) va recuperar Garhwal i va dominar també els Duns fins al 1757 quan Najib Khan, el cap rohilla, va imposar la seva autoritat en aquesta darrera regió.
El 1779 Lalat Shah de Garhwal va derrotar a un usurpador que governava a Kumaun i va concedir al seu propi fill Parduman Shah el territori amb títol de raja. Mort el seu germà gran, Parduman Shah va esdevenir raja de Garhwal i de Kumaun durant un any, però després va preferir els seus propis dominis i es va retirar a Srinagar deixant Kumaun en mans del governants d'Almora. Els gurkhes van conquerir Almora al començament del 1790 i van intentar ocupar Garhwal però es van retirar davant de problemes amb els xinesos al Tibet, i conflictes interns van impedir altres atacs gurkhes en els següents anys, fins que el 1803 els gurkhes van assolar Garhwal i es van acostar a Dehra Dun. Parduman Shah va fugir a les planes i va reunir una força militar però va morir en la lluita a la batalla de Khurbura, prop de Dehra, el gener del 1804 i els gurkhes van ocupar els seus dominis que van dividir en petits feus militars sota comandants que buscaven obtenir el màxim benefici a més de recptar pel poder central. Pritam Shah, germà del raja, fou fet presoner, però un fill de Parduman va poder fugir. En deu anys el país va quedar exhauste; els habitants van fugir a les jungles i el territori es va despoblar.
El novembre de 1814 va esclatar la guerra entre britànics i gurkhes i el 1815 els britànics van conquerir Kumaun i els natius del país van notar tot seguit la millora de l'administració britànica en relació al cruel domini dels gurkhes. Una part del país fou retornat a la dinastia i conegut com a principat de Tehri o Tehri-Garhwal (també Garhwal independent en oposició al Garhwal britànic). Kumaun va esdevenir una divisió sota un comissionat, i el 1837 Garhwal va esdevenir subdivisió de Kumaun sota un subcomissionat, fins al 1871 quan es va formar el districte de Garhwal.
El districte es va dividir a la segona meitat del segle XX en els següents:
- Districte de Tehri
- Districte de Pauri Garhwal
  - Districte de Chamoli
    - Districte de Rudraprayag

Aquestos districtes es van integrar en Utaranchal després Uttarakhand i encara es va formar un nou districte:
- Districte d'Uttarkashi

## Regne de Garhwal
- Raja Ajay pal vers 1358-1370
- raja kalyan pal
- raja sundar pal
- raja hansdeo pal
- raja bijai pal
- raja sahaj pal ?-1575
- raja balbhadra shah 1575-1591
- raja man shah i 1591-1611
- raja shyam shah 1611-1622
- raja dulram shah ?
- raja mahipat shah 1622-1631
- raja prithvi shah àlies naktirani 1631-1660
- raja medni shah 1660-1684
- raja fateh shah 1684-1716
- raja upendra shah 1716-1717
- raja pradip shah 1717-1772
- raja lalit shah 1772-1780
- raja jaikarat shah 1780-1785
- raja pradyuman shah 1785-1804
- Ocupació dels Gurkhes 1804-1815
- Restabliment parcial pels britànics a Tehri, vegeu Tehri-Garhwal